# La Cura (isola)

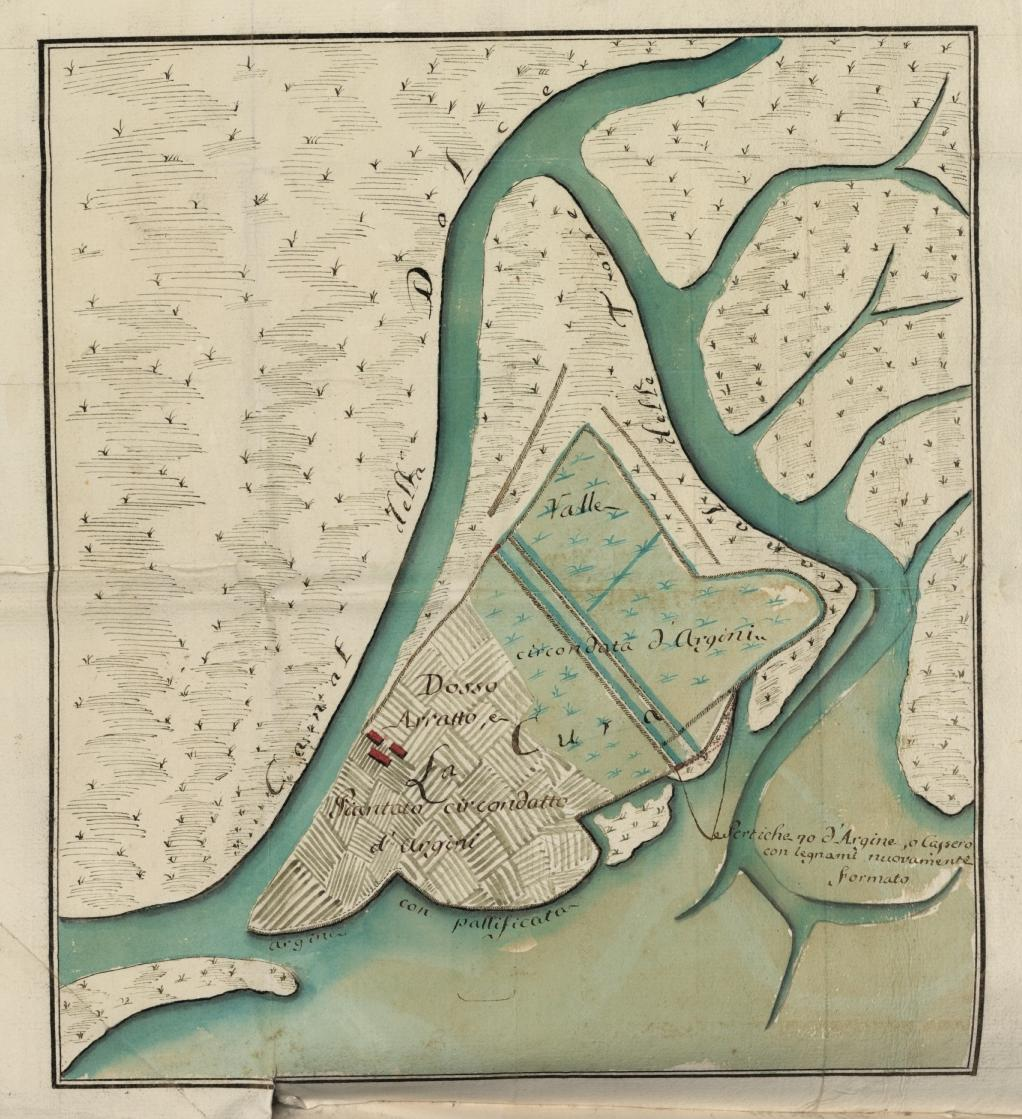
Rappresentazione settecentesca dell'isola: vi si notano gli arativi, una valle da pesca e dei rustici.

La Cura è un'isola della Laguna Veneta.
Era parte dell'antica città di Costanziaco e vi sorgevano le chiese dei S.S. Sergio e Bacco e di S. Matteo. Con la decadenza e la scomparsa del centro, la località fu usata come valle da pesca e zona agricola e vi furono costruiti dei rustici e una cavana (ricovero per l'attracco delle barche), oggi ridotti a ruderi.
Sull'isola sono stati condotti scavi archeologici che hanno portato alla luce tracce dell'antico insediamento (VII secolo).